# مملكة لان سانغ
مملكة لان أكسانغ أو لان زانغ أو مايعني بلاد المليون فيل (لاو:ລ້ານຊ້າງ) (فترة الحكم:1354م-1707م) يرجع امتداد لاوس تاريخيا الي مملكة لان أكسانغ أولي المماليك اللاوسية الكبري القديمة التي أسسها الملك فانغون الذي كان قد رحل الي كمبوديا وهو طفل وأستطاع الملك تأسيس البلاد عبر توحيد الدويلات الصغيرة التي كان يحكمها أمراء وكان الملك فانغون علي رأس 10 آلاف جندي واستطاعت مملكة أكسانغ بناء نظام سياسي وعسكري جيد بالإضافة إلى بناء علاقات تجارية مع جيرانها وخاضت البلاد حروب معا فيتنام في (1478م-1479م) وسيام (1536م) وبورما (1571م-1621م).ومعا ذلك استمر حكم المملكة حتي عام 1694م عندما حدثت منافسات علي العرش وانقسمت المملكة في 1707م الي ثلاث ممالك منفصلة هي (لوانغ فرابانغ ، فيانتيان، شامباساك).